# Mount Isa
Mount Isa er en by i Queensland i Australien. Byen blev grundlagt i 1923 og havde i 2015 en befolkning på 21.821.